# Bacerac

Para el municipio del cual éste pueblo es cabecera véase: «Bacerac (municipio)».
Bacerac (del idioma ópata Baceraca: "Lugar donde se ve el agua") es un pueblo mexicano ubicado en noreste del estado de Sonora, en la zona de la Sierra Madre Occidental, cercano a la línea divisoria con el estado de Chihuahua. El pueblo es cabecera municipal y la localidad más poblada del municipio de Bacerac. Según datos del Censo de Población y Vivienda realizado en 2020 por el Instituto Nacional de Estadística y Geografía (INEGI), Bacerac cuenta con 1,019 habitantes. Fue fundado en 1645 por el padre Cristóbal García como una misión jesuítica, bajo el nombre de Santa María de Baceraca. El pueblo es una de las cabeceras municipales menos pobladas del estado.
Su nombre viene de la lengua indígena de los ópatas, originalmente de la palabra Baceraca, que se interpreta como: "lugar donde se ve o se divisa el agua".
Se encuentra a 174 km al sureste de la ciudad fronteriza de Agua Prieta, a 316 km al noreste de la capital estatal Hermosillo y 451 km al noreste de la ciudad portuaria de Heroica Guaymas.

## Historia
Antes del siglo XVII y que los colonizadores españoles llegaran a esta zona, el lugar que hoy ocupa el pueblo, estaba habitado por tribus de ópatas. Cuando los españoles comenzaron a explorar las zonas altas de la Sierra Madre Occidental utilizaron a religiosos jesuitas para evangelizar a los nativos indígenas y así colonizar. Fue en 1645 cuando el fray padre Cristóbal García fundó una misión jesuítica en este lugar, donde vivía una tribu, la nombró Santa María de Baceraca.

## Geografía
Véase también: Geografía del Municipio de Bacerac.
El pueblo de Bacerac se encuentra en las coordenadas geográficas 30°21218" de latitud norte y 108°56'52" de longitud oeste del meridiano de Greenwich a una altura media de 1,037 metros sobre el nivel del mar. Se ubica al centro del territorio de su municipio, el cual limita al norte con el municipio de Bavispe al este con el municipio de Casas Grandes del vecino estado de Chihuahua, al sur con el municipio sonorense de Huachinera, y al oeste con los de Nacozari de García y Villa Hidalgo.
Su territorio se establece en su mayoría en las estribaciones de la Sierra Madre Occidental, que se presenta en zonas accidentadas al este y semi-planas. Varias serranías de importancia se encuentran cerca, las más destacadas son: la de Madera, Huachinera, De Dos Cabezas, Tashuinora, y en los límites con el estado de Chihuahua, la serranía Azul que se encuentra en la porción oriental. El río Bavispe, fluye cerca de la localidad procedente del municipio de Huachinera, recibe en su afluencia las aguas de los arroyos de La Estancia y Huachinera y prosigue hacia el municipio de Bavispe, en donde cambia su dirección y se enfila rumbo al sur.

### Clima
Bacerac cuenta con un clima semiseco, semicálido y templado, teniendo una temperatura media anual de 19.7 °C, una media máxima anual de 28.8 °C y una media mínima anual de 13.0 °C. La mayor temperatura que se ha registrado en los últimos 15 años ha sido de 49 °C y la menor registrada es de -14 °C. El período de lluvias se presenta en verano en los meses de julio y agosto teniendo una precipitación media anual de 456 milímetros. Se tienen heladas en los meses de noviembre a marzo.
| Parámetros climáticos promedio de Bacerac, Sonora (1951-2010)                    | Parámetros climáticos promedio de Bacerac, Sonora (1951-2010) | Parámetros climáticos promedio de Bacerac, Sonora (1951-2010) | Parámetros climáticos promedio de Bacerac, Sonora (1951-2010) | Parámetros climáticos promedio de Bacerac, Sonora (1951-2010) | Parámetros climáticos promedio de Bacerac, Sonora (1951-2010) | Parámetros climáticos promedio de Bacerac, Sonora (1951-2010) | Parámetros climáticos promedio de Bacerac, Sonora (1951-2010) | Parámetros climáticos promedio de Bacerac, Sonora (1951-2010) | Parámetros climáticos promedio de Bacerac, Sonora (1951-2010) | Parámetros climáticos promedio de Bacerac, Sonora (1951-2010) | Parámetros climáticos promedio de Bacerac, Sonora (1951-2010) | Parámetros climáticos promedio de Bacerac, Sonora (1951-2010) | Parámetros climáticos promedio de Bacerac, Sonora (1951-2010) |
| Mes                                                                              | Ene.                                                          | Feb.                                                          | Mar.                                                          | Abr.                                                          | May.                                                          | Jun.                                                          | Jul.                                                          | Ago.                                                          | Sep.                                                          | Oct.                                                          | Nov.                                                          | Dic.                                                          | Anual                                                         |
| -------------------------------------------------------------------------------- | ------------------------------------------------------------- | ------------------------------------------------------------- | ------------------------------------------------------------- | ------------------------------------------------------------- | ------------------------------------------------------------- | ------------------------------------------------------------- | ------------------------------------------------------------- | ------------------------------------------------------------- | ------------------------------------------------------------- | ------------------------------------------------------------- | ------------------------------------------------------------- | ------------------------------------------------------------- | ------------------------------------------------------------- |
| Temp. máx. abs. (°C)                                                             | 30.0                                                          | 34.0                                                          | 39.0                                                          | 40.0                                                          | 45.0                                                          | 46.0                                                          | 49.0                                                          | 48.0                                                          | 44.0                                                          | 43.0                                                          | 35.0                                                          | 33.0                                                          | 49.0                                                          |
| Temp. máx. media (°C)                                                            | 19.1                                                          | 20.9                                                          | 24.8                                                          | 28.8                                                          | 33.6                                                          | 38.2                                                          | 36.8                                                          | 35.5                                                          | 34.6                                                          | 29.7                                                          | 24.2                                                          | 19.4                                                          | 28.8                                                          |
| Temp. media (°C)                                                                 | 10.8                                                          | 12.2                                                          | 15.3                                                          | 18.8                                                          | 23.6                                                          | 28.3                                                          | 28.5                                                          | 27.3                                                          | 25.6                                                          | 20.3                                                          | 14.5                                                          | 10.8                                                          | 19.7                                                          |
| Temp. mín. media (°C)                                                            | 2.4                                                           | 3.5                                                           | 5.7                                                           | 8.8                                                           | 13.5                                                          | 18.4                                                          | 20.1                                                          | 19.1                                                          | 16.7                                                          | 10.9                                                          | 4.8                                                           | 2.1                                                           | 13.0                                                          |
| Temp. mín. abs. (°C)                                                             | -9.0                                                          | -3.0                                                          | -2.0                                                          | -4.0                                                          | 4.0                                                           | 10.0                                                          | 9.0                                                           | 6.0                                                           | 8.0                                                           | -2.0                                                          | -9.0                                                          | -14.0                                                         | -14.0                                                         |
| Precipitación total (mm)                                                         | 30.2                                                          | 31.3                                                          | 14.8                                                          | 9.7                                                           | 3.3                                                           | 21.7                                                          | 110.2                                                         | 94.1                                                          | 40.7                                                          | 26.2                                                          | 25.0                                                          | 43.8                                                          | 451.0                                                         |
| Días de precipitaciones (≥ 0.1 mm)                                               | 4.0                                                           | 4.2                                                           | 2.2                                                           | 1.3                                                           | 0.7                                                           | 3.3                                                           | 11.5                                                          | 10.5                                                          | 4.7                                                           | 3.0                                                           | 2.2                                                           | 3.9                                                           | 51.5                                                          |
| Fuente: Servicio Meteorológico Nacional. Actualizado el 21 de noviembre de 2016. |                                                               |                                                               |                                                               |                                                               |                                                               |                                                               |                                                               |                                                               |                                                               |                                                               |                                                               |                                                               |                                                               |

## Demografía
Según el Censo de Población y Vivienda realizado en 2020 realizado por el Instituto Nacional de Estadística y Geografía (INEGI),el pueblo tiene un total de 1019 habitantes, de los cuales 501 son hombres y 508 son mujeres. En 2020 había 511 viviendas, pero de estas 317 viviendas estaban habitadas, de las cuales 88 estaban bajo el cargo de una mujer. Del total de los habitantes, 3 personas (0.29% del total) se consideran afromexicanos o afrodescendientes.
El 91.56% de sus pobladores pertenece a la religión católica, el 4.61% es cristiano evangélico/protestante o de alguna variante y el 0.1% es de otra religión, mientras que el 3.53% no profesa ninguna religión.

### Educación y salud
De acuerdo con el Censo de Población y Vivienda de 2020; 1 niño de entre 6 y 11 años (0.1% del total), 5 adolescentes de entre 12 y 14 años (0.49%), 49 adolescentes de entre 15 y 17 años (4.81%) y 24 jóvenes de entre 18 y 24 años (2.36%) no asisten a ninguna institución educativa. 20 habitantes de 15 años o más (1.96%) son analfabetas, 19 habitantes de 15 años o más (1.86%) no tienen ningún grado de escolaridad, 98 personas de 15 años o más (9.62%) lograron estudiar la primaria pero no la culminaron, 18 personas de 15 años o más (1.77%) iniciaron la secundaria sin terminarla, teniendo el pueblo un grado de escolaridad de 8.53.
La cantidad de población que no está afiliada a un servicio de salud es de 316 personas, es decir, el 31.01% del total, de lo contrario el 68.79% sí cuenta con un seguro médico ya sea público o privado. Con datos del mismo censo, 60 personas (5.89%) tienen alguna discapacidad o límite motriz para realizar sus actividades diarias, mientras que 14 habitantes (1.37%) poseen algún problema o condición mental.

### Instituciones educativas
En 2005 se tenían 4 instituciones educativas registradas en la localidad:
- El jardín de niños "Ignacio Zaragoza" de control público federal.[11]
- La escuela primaria "Benito Juárez" de carácter público y administrada por el gobierno estatal.[12]
- La escuela secundaria técnica #21, pública y controlada por el gobierno federal.[13]
- Una preparatoria pública.[14]

### Población histórica
Evolución de la cantidad de habitantes desde el evento censal del año 1900:
| Año           | 1900 | 1910 | 1921  | 1930  | 1940 | 1950  | 1960  | 1970  | 1980  | 1990  | 1995  | 2000  | 2005 | 2010  | 2020  |
| Población     | 917  | 813  | 1,151 | 1,133 | 950  | 1,016 | 1,146 | 1,448 | 1,586 | 1,440 | 1,189 | 1,014 | 993  | 1,094 | 1,019 |
| Fuente: INEGI |      |      |       |       |      |       |       |       |       |       |       |       |      |       |       |

## Gobierno
Véase también: Gobierno del Municipio de Bacerac
El ayuntamiento municipal radica en este poblado, donde se encuentra el palacio municipal ya que es la cabecera, está integrado por un presidente municipal, un síndico, 3 regidores de mayoría relativa y 2 de representación proporcional.
El municipio forma parte del IV Distrito Electoral Federal de Sonora con cabecera en Guaymas, y del VII Distrito Electoral de Sonora, con su cabecera en la ciudad de Cananea.

## Cultura

### Fiestas y celebraciones
- 15-19 de agosto: Fiesta patronal en honor a la Virgen de la Asunción.
- 25-27 de septiembre: Festival de La Sierra Alta.
- 29 de septiembre: Fiesta en honor a San Miguel Arcángel.[15]

### Monumentos históricos
- Templo de Nuestra Señora de la Asunción de María,[6][16] el cual posee la figura "El Santo Entierro", que es un Cristo acostado.[17]

## Vías de comunicación
Como principal vía de acceso, se utiliza el tramo carretero Hermosillo-Moctezuma con 165 km, 47 km a Huásabas y 108 km. más para un total de 310 km.